# Гургуята
Гургуята (рум. Gurguiata) — село у повіті Вилча в Румунії. Адміністративно підпорядковане місту Беїле-Оленешть.
Село розташоване на відстані 173 км на північний захід від Бухареста, 19 км на північний захід від Римніку-Вилчі, 103 км на північ від Крайови, 121 км на південний захід від Брашова.

## Населення
За даними перепису населення 2002 року у селі проживали 23 особи, усі — румуни. Усі жителі села рідною мовою назвали румунську.